# Mentuda
Mentuda is een bestuurslaag in het regentschap Lingga van de provincie Riau-archipel, Indonesië. Mentuda telt 1157 inwoners (volkstelling 2010).